# Combarbalá
Combarbalá ist eine Stadt und Gemeinde in der Provinz Limarí in der Región de Coquimbo in Chile. Bei der Volkszählung im Jahr 2017 hatte sie 13.322 Einwohner. Die Gemeinde erstreckt sich über eine Fläche von 2257,5 km².
Die Gemeinde Combarbalá liegt im geografischen Gebiet, das als Quertäler in Zentralchile bekannt ist. Dabei handelt es sich um Täler, die senkrecht vom Andenmassiv zum Küstenmassiv verlaufen. Die Stadt liegt direkt am Fluss Combarbalá und das Tal liegt zwischen dem Tal des Flusses Cogotí im Norden und dem Valle Hermoso im Süden. Diese drei sind die wichtigsten Quertäler der Gemeinde.

## Bevölkerung
Laut der Volkszählung des Nationalen Statistikinstituts von 2002 hatte Combarbalá 13.483 Einwohner (6695 Männer und 6788 Frauen). Davon lebten 5494 (40,7 %) in städtischen Gebieten und 7989 (59,3 %) in ländlichen Gebieten. Die Bevölkerung sank zwischen den Volkszählungen 1992 und 2002 um 6,3 % (899 Personen). Im Jahr 2017 zählte man 13.322 Personen.

## Persönlichkeiten
- Francisco Michea (* 1978), Fußballspieler
- José Aguilera (* 2000), Fußballspieler